# CC Sabathia
Carsten Charles Sabathia dit C.C. Sabathia, né le 21 juillet 1980 à Vallejo (Californie) aux États-Unis, est un joueur américain de baseball évoluant en Ligue majeure de baseball avec les Yankees de New York.
Six fois sélectionné au match des étoiles, ce lanceur partant gaucher remporte le trophée Cy Young du meilleur lanceur de la Ligue américaine en 2007. Il remporte la Série mondiale 2009 avec les Yankees de New York et est élu joueur par excellence de la Série de championnat qui précède le sacre des Yankees. Sabathia mène les ligues majeures pour les victoires au cours des saisons 2009 et 2010.
En 2017, il établit le record de retraits sur des prises en carrière en Ligue américaine par un lanceur gaucher.
Après la saison 2017, Sabathia mène les lanceurs en activité dans le baseball majeur avec 2 846 retraits sur des prises, 3 317 manches lancées et 38 matchs complets.

## Carrière

### Scolaire et universitaire
Il est le fils de Carsten Charles Sabathia. À l'école secondaire, C.C. Sabathia porte les couleurs de son établissement, Vallejo Senior High School, au football américain, au basket-ball et au baseball. Au football américain, il reçut des offres de bourses de la part des Bruins de UCLA notamment, et il signe même une lettre d'intention de rejoindre l'Université d'Hawaii et ses Rainbow Warriors, mais il opte pour le baseball en évitant le passage par l'université.

### Professionnelle
Repêché en 1998 dès le premier tour par les Indians, il passe deux saisons en ligues mineures avant de rejoindre la ligue majeure et Cleveland. Il joue ainsi pour les Kinston Indians (A), les Akron Aeros (AA) et les Buffalo Bisons (AAA).
En 2000, il fait partie des 28 joueurs de l'équipe des États-Unis qui prépare le tournoi olympique de Sydney. Il est finalement écarté à la suite de la réduction à 24 joueurs de la liste des effectifs.

#### Indians de Cleveland

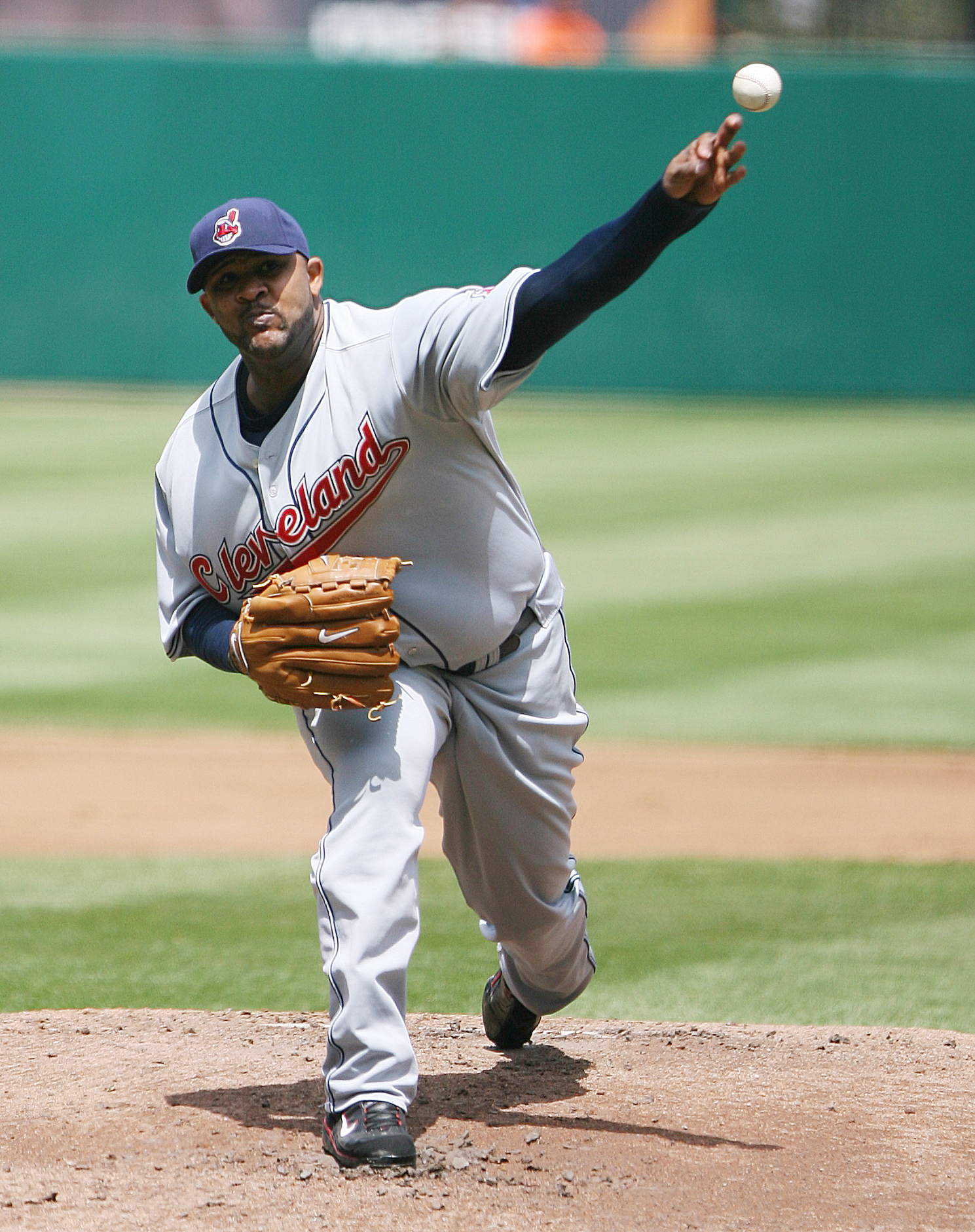
Sabathia avec Cleveland.

Quand il intègre la ligue majeure en avril 2001, il est, à vingt ans, le plus jeune joueur de la MLB. Il est sélectionné au All-Star Game en 2003, 2004 et 2007 et remporte le Trophée Cy Young de la Ligue américaine 2007.
À sa saison initiale, il termine deuxième au vote déterminant la recrue de l'année dans la Ligue américaine de baseball. C'est lui qui reçoit le seul vote de première place empêchant le lauréat Ichiro Suzuki d'être un choix unanime.
Au poste de lanceur partant, celui qui porte toujours sa casquette de travers a remporté 100 victoires après la saison 2007 pour 63 défaites en 219 parties disputées.
Ligue américaine oblige, les passages au bâton de Sabathia sont rares. Lors des matches interligues, C.C. a effectué 37 passages à la batte pour 11 coups sûrs, 0,300 de moyenne à la batte, 7 points produits et deux coups de circuit.

#### Brewers de Milwaukee
Le 7 juillet 2008, il est transféré aux Brewers de Milwaukee, en échange de quatre espoirs. Sabathia avait refusé une prolongation de son contrat de 72 millions de $ sur quatre ans, préférant tester le marché après la fin de la saison 2008, puisqu'il était en fin de contrat. Leur saison étant compromise, les Indians de Cleveland ont cherché à l'échanger afin d'obtenir une compensation pour son départ presque assuré.
Le 31 juillet 2008, Sabathia lance pour Milwaukee un blanchissage face aux Pirates de Pittsburgh. Le seul coup sûr qu'il accorde survient en 5e manche lorsqu'un amorti déposé par Andy LaRoche est récupéré, puis échappé par Sabathia. Le marqueur officiel annonce un coup sûr, alors qu'un tel jeu est en principe une erreur. Les Brewers sont furieux de cette décision contraire à l'usage et font appel auprès de la ligue, mais la décision n'est pas renversée, privant Sabathia d'un match sans point ni coup sûr.
Sabathia aide en 2008 les Brewers à atteindre les séries éliminatoires pour la première fois en 26 ans. Il remporte 11 de ses 13 décisions pour Milwaukee, lançant 7 matchs complets et 3 blanchissages, deux sommets dans la Ligue nationale même s'il y est arrivé en mi-saison. Sa moyenne de points mérités avec les Brewers n'est que de 1,85. Il termine la saison 2008 avec un dossier de 17-10 et une moyenne de 2,70, 10 matchs complets et 5 blanchissages. Il est cependant malmené par Philadelphie à son seul départ des Séries de divisions.

#### Yankees de New York
Un des agents libres les plus convoités après la saison 2008, Sabathia accepte l'offre des Yankees de New York. Le contrat de 161 millions de dollars pour sept ans signé par le gaucher est alors le plus lucratif jamais accordé à un lanceur.

##### Saison 2009

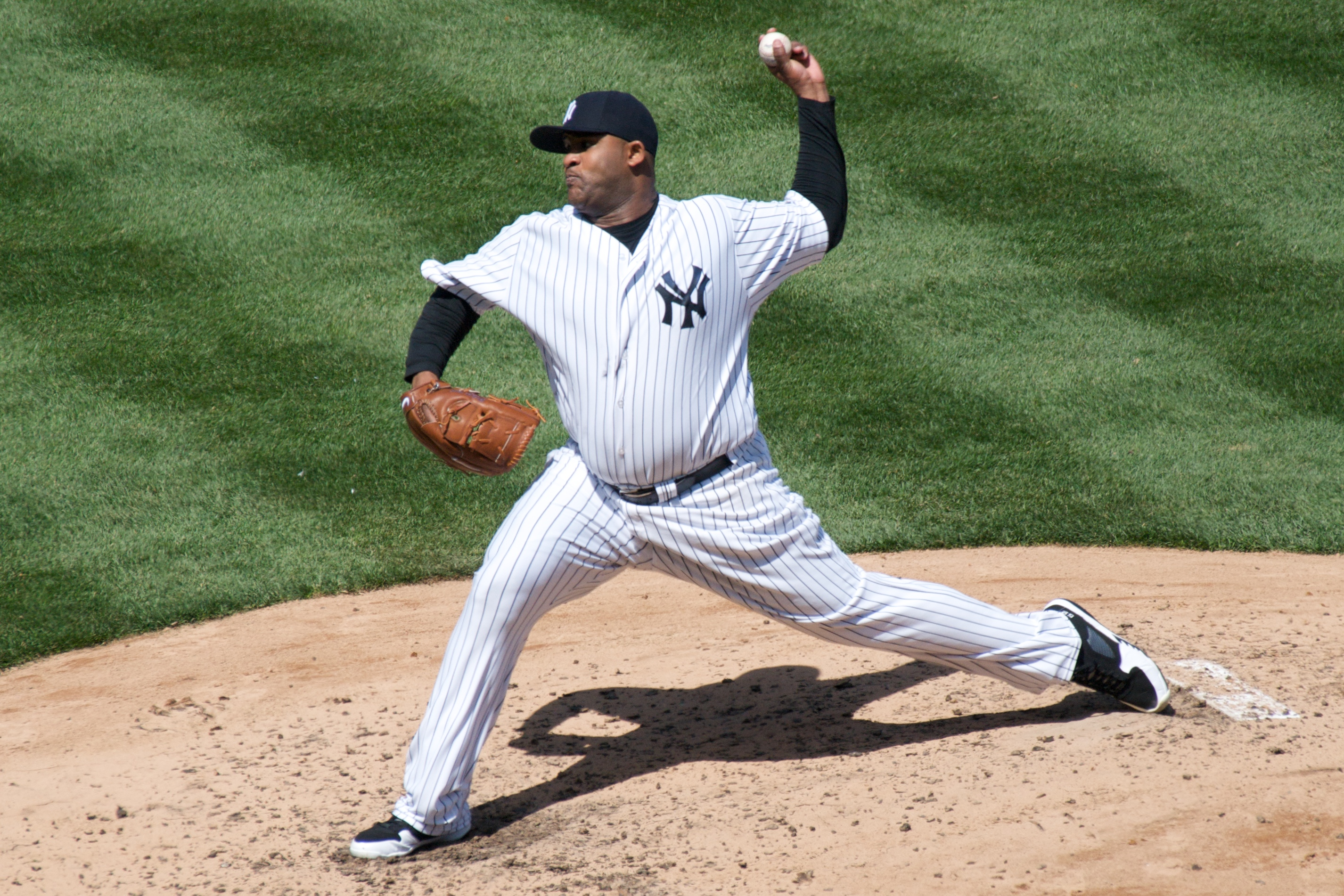
CC Sabathia avec les Yankees en 2009.

En 2009, Sabathia termine à égalité au premier rang des lanceurs du baseball avec 19 victoires. Il ne subit que 8 défaites en 34 départs avec les Yankees. Il termine quatrième au vote pour le trophée Cy Young et reçoit même, pour la troisième fois de sa carrière, quelques votes au scrutin déterminant le joueur par excellence de la saison, prenant le 21e rang.
En séries éliminatoires, il est le lanceur gagnant de la première rencontre de Série de divisions entre les Yankees et les Twins du Minnesota. Il effectue deux départs face aux Angels en Série de championnat de la Ligue américaine et limite l'adversaire à seulement deux points en 16 manches, pour une moyenne de points mérités de seulement 1,13. Il reçoit le crédit de deux victoires, termine la série avec 12 retraits sur des prises et reçoit le prix du joueur par excellence de la Série de championnat. Le 28 octobre, dans le premier match de la Série mondiale contre les Phillies de Philadelphie, il livre un très bon duel au partant des champions de la Ligue nationale, Cliff Lee. Mais Sabathia accorde deux points, soit un de plus que son vis-à-vis, et est crédité de la défaite. Il revient au monticule dans le match numéro 4 de la finale, une partie que les Yankees remportent, mais il n'est pas impliqué dans la décision. Les Yankees triomphent ultimement des Phillies en six parties et Sabathia est pour la première fois champion de la Série mondiale.

##### Saison 2010
En 2010, Sabathia mène une fois de plus les majeures avec 21 victoires, le même total que Roy Halladay de l'équipe de Philadelphie. L'artilleur des Yankees n'est crédité que de sept défaites et signe sa première saison de 20 victoires ou plus en carrière. Il abaisse aussi sa moyenne de points mérités de 3,37 (en 2009) à 3,18. Il frôle encore les 200 retraits sur des prix et égale son total de 2009, soit 197. Cependant, il termine troisième au scrutin pour le trophée Cy Young derrière le gagnant Felix Hernandez des Mariners et David Price des Rays, et finit 13e au vote du joueur par excellence. Il honore à la mi-saison sa quatrième sélection au match d'étoiles.
En éliminatoires, il remporte une victoire malgré une sortie sans éclat contre les Twins en Série de divisions. New York passe en Série de championnat une fois de plus mais le personnel de lanceurs des Yankees est malmené par l'offensive des Rangers du Texas. Il accorde cinq points dans le match inaugural de la série et se dirige vers une défaite, mais les Yankees viennent de l'arrière en fin de partie pour gagner le match et Sabathia ne reçoit aucune décision. Partant du match numéro cinq, il est lanceur gagnant. New York subit l'élimination en six parties et Sabathia affiche une moyenne de points mérités élevée de 6,30 en 10 manches lancées contre les Rangers.

##### Saison 2011

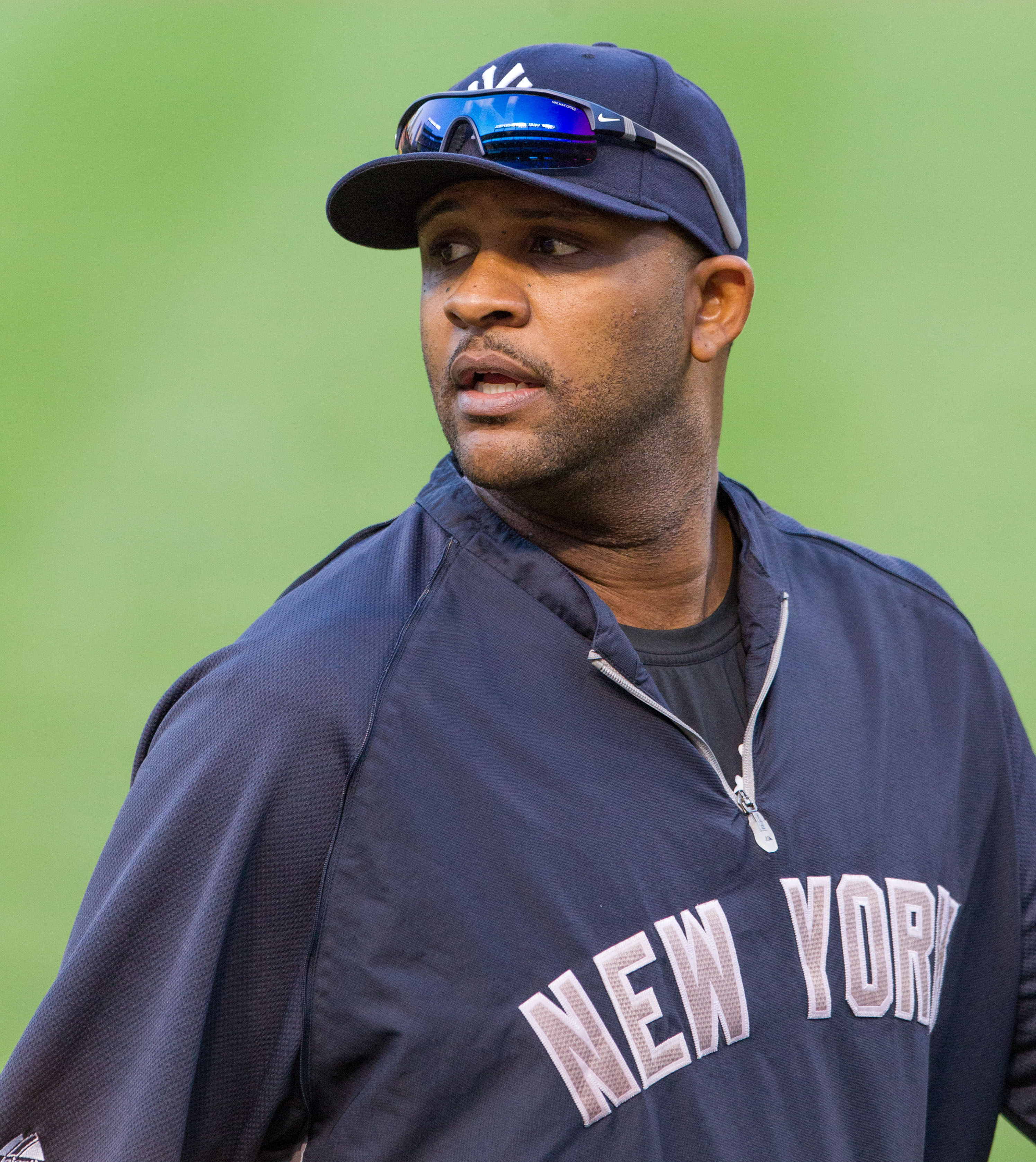
CC Sabathia avec les Yankees en 2012.

Même s'il est l'un des meilleurs lanceurs du baseball à la mi-saison 2011, Sabathia est oublié par le gérant de l'équipe de la Ligue américaine au match des étoiles. Il reçoit cependant une 5e sélection en carrière lorsqu'il est choisi comme remplaçant de James Shields, des Rays, et ajouté à la formation d'étoiles. Il ne lance pas toutefois, puisqu'il a effectué un départ pour les Yankees moins de 48 heures avant cette partie.
Le 26 juillet 2011, CC Sabathia établit un record personnel de 14 retraits sur des prises alors qu'il mène son club à la victoire sur les Mariners de Seattle au Yankee Stadium. Sabathia a de plus un match parfait pendant six manches et un tiers. Il accorde son premier coup sûr de la rencontre au second frappeur des Mariners en septième manche, Brendan Ryan. Avec cette performance, il signe son 15e gain de la saison en seulement 20 décisions, ce qui est à ce moment un sommet dans le baseball majeur.
Il est nommé lanceur par excellence du mois de juillet 2011 dans la Ligue américaine grâce à quatre victoires, une seule défaite, une moyenne de points mérités de 0,92 et 50 retraits sur des prises en 39 manches lancées dans ses cinq départs.
Sabathia termine la saison avec 19 victoires, 8 défaites, 230 retraits sur des prises et une moyenne de points mérités de 3,00. Il est deuxième de la Ligue américaine pour les victoires et les retraits sur des prises, derrière Justin Verlander des Tigers de Detroit dans ces deux catégories. Il réussit son 2000e retrait sur des prises en carrière durant l'année. Il termine 4e au vote pour le trophée Cy Young, décerné à Verlander. À la fin de la saison, Sabathia a la possibilité de renoncer aux années restant à son contrat et de retourner sur le marché des agents libres. Le 31 octobre, il signe plutôt une prolongation de contrat d'un an pour 25 millions de dollars, qui le lie aux Yankees jusqu'en 2016, avec une option pour la saison 2017.

##### Saison 2012

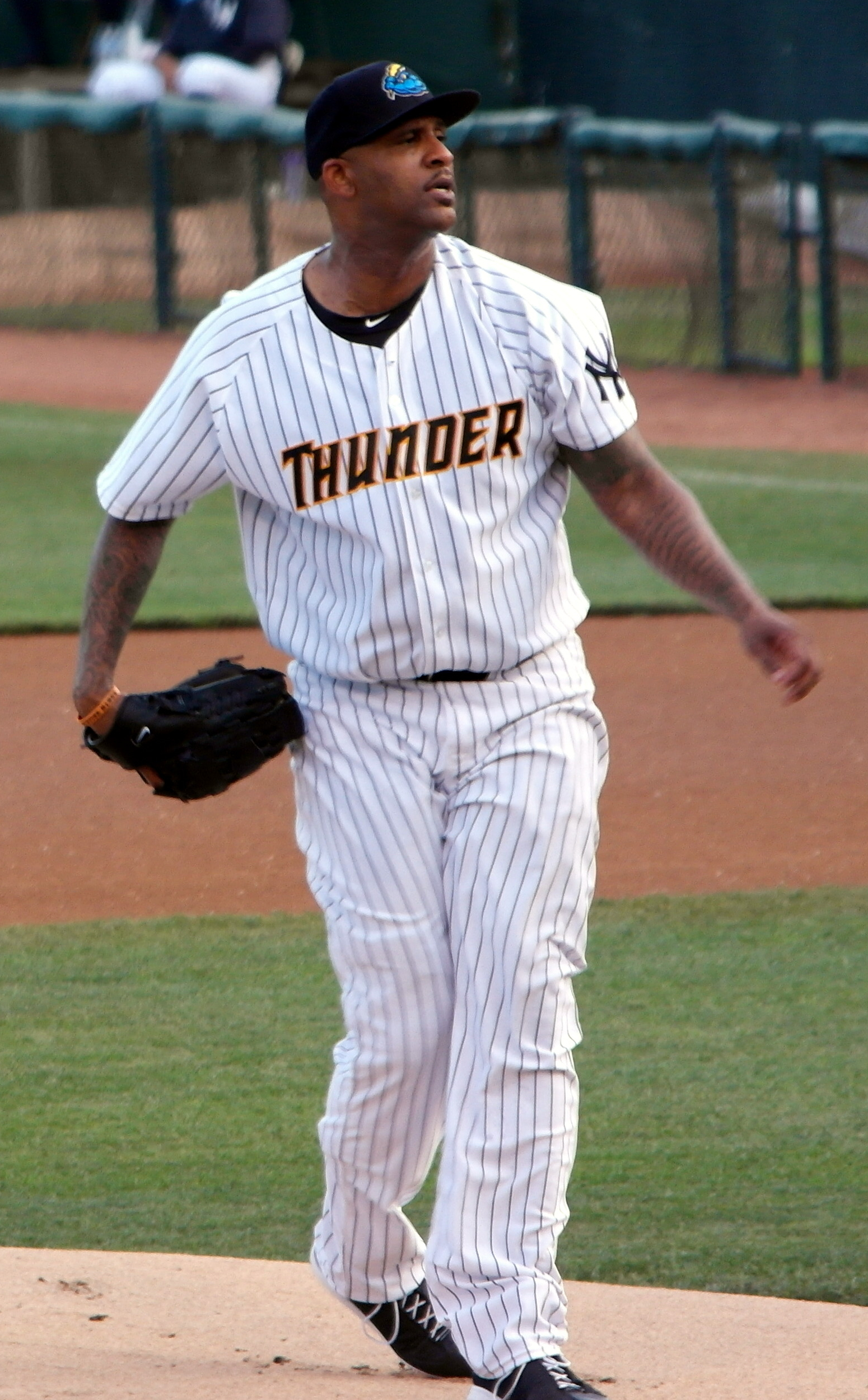
En 2014, CC Sabathia fait un séjour en ligue mineure chez le Thunder de Trenton pour retrouver la forme après une blessure.

Sabathia honore sa 6e sélection au match des étoiles en 2012, une saison où il maintient une moyenne de points mérités de 3,38 en 200 manches lancées lors de 28 départs, avec 15 victoires et 6 défaites. Il lance deux excellents matchs, s'en sortant chaque fois avec la victoire, dans la Série de divisions des Yankees contre les Orioles de Baltimore, à qui il ne donne que 3 points en 17 manches et deux tiers. Son seul départ en Série de championnat ne se termine qu'après 3 manches et deux tiers et une défaite aux mains des Tigers de Détroit.

##### Depuis 2013
La saison 2013 marque le début du déclin du lanceur vieillissant, qui voit sa moyenne de points mérités gonfler à 4,78 en 211 manches lancées. Il gagne 14 matchs contre 13 défaites. Il n'effectue que 8 départs en 2014 et une opération au genou droit met fin à sa saison en juillet.
Sans revenir au niveau qui était le sien avant 2013, Sabathia améliore légèrement ses performances en 2015 avec une moyenne de points mérités de 4,73 en 167 manches et un tiers. Il remporte 6 victoires contre 10 défaites en 29 départs pour New York. La vélocité de sa balle rapide, à son maximum avec une moyenne de 151,4 km/h par lancer en 2009, remonte à 145,3 km/h après un plongeon à 144,2 km/h au cours de la saison 2014. Il enregistre 137 retraits sur des prises en 2015.
Le 5 octobre, Sabathia, une journée avant que les Yankees n'entreprennent leurs séries éliminatoires, Sabathia, 35 ans, annonce qu'il part en cure de désintoxication pour combattre une dépendance à l'alcool.
Après trois saisons en deçà de ses performances habituelles de 2013 à 2015, Sabathia semble retrouver un second élan au cours des saisons 2016 et 2017, les dernières à son contrat avec les Yankees.
Le 19 août 2017, Sabathia retire Chris Young des Red Sox de Boston et établit un nouveau record de 2 680 retraits sur des prises en Ligue américaine pour un lanceur gaucher, effaçant la précédente marque de 2 679 établie par Mickey Lolich de 1963 à 1975.

## Statistiques
| Saison | Équipe     | G   | GS  | CG | SHO | V   | D  | SV | IP     | SO   | ERA  |
| ------ | ---------- | --- | --- | -- | --- | --- | -- | -- | ------ | ---- | ---- |
| 2001   | Cleveland  | 33  | 33  | 0  | 0   | 17  | 5  | 0  | 180.1  | 171  | 4,39 |
| 2002   | Cleveland  | 33  | 33  | 2  | 0   | 13  | 11 | 0  | 210.0  | 149  | 4,37 |
| 2003   | Cleveland  | 30  | 30  | 2  | 1   | 13  | 9  | 0  | 197.0  | 141  | 3,60 |
| 2004   | Cleveland  | 30  | 30  | 1  | 1   | 11  | 10 | 0  | 188.0  | 139  | 4,12 |
| 2005   | Cleveland  | 31  | 31  | 1  | 0   | 15  | 10 | 0  | 196.2  | 161  | 4,03 |
| 2006   | Cleveland  | 28  | 28  | 6  | 2   | 12  | 11 | 0  | 192.2  | 172  | 3,22 |
| 2007   | Cleveland  | 34  | 34  | 4  | 1   | 19  | 7  | 0  | 241.0  | 209  | 3,21 |
| 2008   | Cleveland  | 18  | 18  | 3  | 2   | 6   | 8  | 0  | 122.1  | 123  | 3,83 |
| 2008   | Milwaukee  | 17  | 17  | 7  | 3   | 6   | 8  | 0  | 130.2  | 128  | 1,65 |
| 2009   | NY Yankees | 34  | 34  | 2  | 1   | 19  | 8  | 0  | 230.0  | 197  | 3,37 |
| 2010   | NY Yankees | 34  | 34  | 2  | 0   | 21  | 7  | 0  | 237.2  | 197  | 3,18 |
| Totaux | Totaux     | 322 | 322 | 30 | 11  | 157 | 88 | 0  | 2127.0 | 1787 | 3,57 |

| Saison | Équipe     | G  | GS | CG | SHO | V | D | SV | IP   | SO | ERA   |
| ------ | ---------- | -- | -- | -- | --- | - | - | -- | ---- | -- | ----- |
| 2001   | Cleveland  | 1  | 1  | 0  | 0   | 1 | 0 | 0  | 6.0  | 5  | 3,00  |
| 2007   | Cleveland  | 3  | 3  | 0  | 0   | 1 | 2 | 0  | 15.1 | 14 | 8,77  |
| 2008   | Milwaukee  | 1  | 1  | 0  | 0   | 0 | 1 | 0  | 3.2  | 5  | 12,27 |
| 2009   | NY Yankees | 5  | 5  | 0  | 0   | 3 | 1 | 0  | 36.1 | 32 | 2,23  |
| 2010   | NY Yankees | 3  | 3  | 0  | 0   | 1 | 0 | 0  | 16.0 | 15 | 6,18  |
| Totaux | Totaux     | 13 | 13 | 0  | 0   | 7 | 4 | 0  | 77.1 | 71 | 4,66  |

Note : G = Matches joués ; GS = Matches comme lanceur partant ; CG = Matches complets ; SHO = Blanchissages ; 
V = Victoires ; D = Défaites ; SV = Sauvetages ; IP = Manches lancées ; SO = Retraits sur des prises ; ERA = Moyenne de points mérités.